# Dendronephthya mirabilis
Dendronephthya mirabilis is een zachte koraalsoort uit de familie Nephtheidae. De koraalsoort komt uit het geslacht Dendronephthya. Dendronephthya mirabilis werd in 1909 voor het eerst wetenschappelijk beschreven door Henderson. 